# Nabīnagar (ort i Indien)
Nabīnagar är en ort i Indien.   Den ligger i distriktet Aurangābād och delstaten Bihar, i den centrala delen av landet, 800 km sydost om huvudstaden New Delhi. Nabīnagar ligger 144 meter över havet och antalet invånare är 20 848.
Terrängen runt Nabīnagar är platt, och sluttar norrut. Runt Nabīnagar är det tätbefolkat, med 308 invånare per kvadratkilometer. Närmaste större samhälle är Husainābād, 15,4 km sydväst om Nabīnagar. Trakten runt Nabīnagar består till största delen av jordbruksmark.